# Hydropsyche vulpina
Hydropsyche vulpina là một loài Trichoptera trong họ Hydropsychidae. Chúng phân bố ở miền Cổ bắc.